# معضوضة متعددة الأزهار
معضوضة متعددة الأزهار  (الاسم العلمي:Momordica multiflora) هي نوع من النباتات تتبع جنس المعضوضة من الفصيلة القرعية.